# Lygurella tibialis
Lygurella tibialis är en stekelart som beskrevs av Dmitriy R. Kasparyan 1994. Lygurella tibialis ingår i släktet Lygurella och familjen brokparasitsteklar. Inga underarter finns listade i Catalogue of Life.